# نيلس كلوز إيهلن
نيلس كلوز إيهلن هو مهندس وشخصية أعمال وسياسي نرويجي، ولد في 24 يوليو 1855 في سكيدسمو في النرويج، وتوفي في 22 مارس 1925 في أوسلو في النرويج. نشط حزبياً في الحزب الليبرالي.

## مناصب
- انتخب نائب عضو برلمان النرويج  [لغات أخرى]‏ عن دائرة Akershus amt ‏ خلال فترته النيابية ‏ (1886 – 1888).
- انتخب  (5 يوليو 1918 – 12 يوليو 1918).
- انتخب Minister of Labour and Social Inclusion [الإنجليزية]‏ (19 مارس 1908 – 2 فبراير 1910).
- انتخب وزير الخارجية في النرويج (31 يناير 1913 – 21 يونيو 1920).
- انتخب عضو برلمان النرويج  [لغات أخرى]‏ عن دائرة  خلال فترته النيابية ‏ (1906 – 1909).